# Florica Bucur
Florica Bucur, född den 18 maj 1959, är en rumänsk roddare.
Hon tog OS-brons i åtta med styrman i samband med de olympiska roddtävlingarna 1980 i Moskva.